# Un million de signatures
Un million de signatures pour l'abolition des lois discriminatoires (en persan : يک ميليون امضا برای لغو قوانين تبعيض آميز Yek Milyun Emzā barā-ye Laghv-e Qavānin-e Tab‘iz Āmiz), est une campagne menée par des militantes iraniennes pour les droits des femmes. Elle vise à collecter un million de signatures pour changer la législation iranienne et mettre fin aux discriminations législatives contre les femmes en Iran.
Des activistes du mouvement ont été prises pour cible et emprisonnées par le gouvernement, et la campagne a prolongé son échéance de deux ans pour réunir le nombre de signatures visées,.
La campagne a fait l'objet d'une reconnaissance internationale. Des journalistes, et des organisations pour les droits humains et pour la démocratie ont attribué des prix importants à la fois à l'organisation et à une partie de ses membres.

## Origines
La nomination en juin 2005 du  président de la République Mahmoud Ahmadinejad, intégriste affiché, fait craindre aux femmes une nouvelle régression de leur statut. Des militantes pour les droits des femmes en Iran ont débuté la campagne en organisant une manifestation pacifique défendant les mêmes buts sur la place Haft-e Tir à Téhéran en 2006. L'organisation a débuté en juin, et la campagne a officiellement été lancée le 28 août, à l'occasion d'un séminaire intitulé Les effets des lois sur la vie des femmes (en persan : تاثیر قوانین بر زندگی در حال زنان Taaseereh ghavaaneen bar zendegee dar haaleh zanaan).

## Objectifs
En plus de récolter un million de signatures pour soutenir la réforme légale, la campagne, dans ses propres termes, visait à accomplir les buts suivants :
1. La promotion de la collaboration et de la coopération pour un des transformations sociales
2. identifier les besoins et les priorités des femmes
3. Amplifier les voix des femmes
4. Accroître la connaissance, promouvoir l'action démocratique
5. Le paiement de redevances
6. Le pouvoir par le nombre
7. Le pouvoir dans la diversité

La campagne aspire à obtenir une égalité de droit dans le mariage et l'héritage, la fin à la polygamie, et des sanctions plus sévères contre les crimes d'honneur et d'autres formes de violence.
Les organisatrices de la campagne considèrent que ses revendications sont conformes aux principes islamiques, et qu'elles sont en accord avec les engagements internationaux de l'Iran. En tant que signataire du Pacte international relatif aux droits civils et politiques, l'Iran s'est engagé à éliminer toute forme de discrimination, et doit entreprendre les actions nécessaires pour réformer ses lois qui favorisent la discrimination.
Les organisatrices espèrent que la campagne puisse prouver, aux décideurs politiques et au public en général, que le désir de changer les lois discriminatoires contre les femmes ne se limite pas seulement à une partie de la société mais qu'elles sont largement répandues dans les différentes parties de la population iranienne.

## Stratégie
Des campagnes comparables ont été menées dans d'autres pays. Au Maroc, des femmes ont mené une campagne « Un million de signatures » en faveur des droits des femmes en 1992. La campagne Un million de signature a été initiée par des femmes en Iran sans aucun soutien de la part de pays à l'international. Néanmoins, la campagne a récolté des signatures à la fois de citoyens vivant en Iran et de personnes résidant dans d'autres pays.
La campagne a été perçue comme un moyen de tirer profit des obstacles à l'anonymat en Iran. Une manifestation politique peut trouver peu d'écho et ses participantes peuvent se faire battre et arrêter – comme cela a été le cas pour les manifestations du 12 juin 2006. Cependant, la récolte de signature s'opère par groupe d'une ou deux personnes « dans les petites villes et villages, dans les magasins, les salons de beauté, les écoles et les bureaux, ou encore aux arrêts de bus, en prenant le temps d'expliquer face à face comment l'interprétation de la charia par le régime iranien joue contre la moitié de la population. Il est demandé aux hommes comme aux femmes de signer la pétition ».  La campagne est appuyée par un site internet, où les initiatrices diffusent des informations concernant leur mouvement, de façon à rester en contact direct avec les militants féministes, Iraniens, présents dans le pays ou dans la diaspora. Le site a permis un large diffusion de leur campagne et de leurs revendications  dans le grand public.

## Prix
- 2008 - Prix Olof Palme
- 2008 - Reporters Without Borders / Deutsche Welle
- 2009 - Prix Simone de Beauvoir pour la liberté des femmes Pour l’audace et l’originalité de pensée dont témoigne son action, qui vise à dénoncer les lois iraniennes discriminatoires à l’égard des femmes, à travers une campagne militante et avec l’appui d’une pétition dont l’objectif est la mobilisation d’un million de signataires[9],[10].
- 2009 - Global Women's Rights award / Feminist Majority Foundation

### Articles liés
- Noushin Ahmadi Khorasani, emprisonnée en 2007 et en 2012 pour ses activités militantes et cofondatrice du mouvement.